# Буј сир Орвен
Буј сир Орвен (фр. Bouy-sur-Orvin) насеље је и општина у североисточној Француској у региону Шампањ-Арден, у департману Об која припада префектури Ножан сир Сен.
По подацима из 2011. године у општини је живело 56 становника, а густина насељености је износила 8,36 становника/km². Општина се простире на површини од 6,7 km². Налази се на средњој надморској висини од 90 метара.

## Демографија
| 1962. | 1968. | 1975. | 1982. | 1990. | 1999. | 2011. |
| ----- | ----- | ----- | ----- | ----- | ----- | ----- |
| 80    | 92    | 73    | 64    | 56    | 56    | 56    |

График промене броја становника у току последњих година